# Отто Шульце
Отто Шульце (нім. Otto Schultze; нар. 11 травня 1884, Ольденбург — пом. 22 січня 1966, Гамбург) — німецький воєначальник часів Третього Рейху, генерал-адмірал Крігсмаріне (1942). Кавалер Pour le Mérite (1918).

## Біографія
7 квітня 1900 року вступив у Імперський флот кадетом. З 1 жовтня 1905 року служив на броненосному крейсері SMS Prinz Heinrich. У березні-квітні 1906 року здійснив плавання в Сідней. З квітня 1906 року — навігаційний офіцер легкого крейсера SMS Condor. З 1 жовтня 1908 року по 31 березня 1909 року і з 1 жовтня 1909 року по 20 вересня 1912 року — командир роти 1-й кораблебудівної дивізії, в квітні-вересні 1909 року — вахтовий офіцер на лінійному кораблі SMS Württemberg. У 1914 році закінчив курс Морської академії. 1 липня 1914 року призначений штурманом на великому крейсері SMS Hertha.

### Участь у Першій світовій війни
З 1 серпня 1914 року офіцер, який відає розкладами, на дредноуті SMS König.
У травні 1915 року, спокусившись перспективою служби на підводних човнах, Шульце перевівся з лінійного флоту на підводний, пройшов курси в школі підводників в Кілі і отримав під своє командування навчальну субмарину SM U-4. У грудні 1915 року призначений командиром споруджуваного океанського човна U-63, який вступив у дію в березні 1916 року. Отто Шульце зробив на U-63 6 патрульних плавань, потопивши понад 50 кораблів.
19 серпня 1916 року в 16:45 3-тя ескадра британських легких крейсерів увійшла в пастку, влаштовану німецькими підводними човнами біля Флемборо Хед. Торпеди з човна SM U-66 під командуванням Ботмера вразили крейсер HMS Falmouth в ніс і в корму. Кораблі охорони глибинними бомбами завадили Гартманну, командиру U-49, і Ботмеру його прикінчити. Через 2 години німецькі човни були змушені відмовитися від спроб виконати свій намір. HMS Falmouth, машинне відділення якого залишилося недоторканим, давав 6 вузлів своїми машинами, але на наступний день його доля була вирішена. Незважаючи на завісу з 8 ескадрених міноносців, Отто Шультце на своєму човні SM U-63 вразив його двома торпедами, і через 8 годин нещасний крейсер затонув. Це був його другий успіх: раніше, 4 липня 1916 року, Отто Шульце зміг пошкодити британський шлюп HMS Rosemary типу Flower.
Серед перемог Шульце значиться і потоплення екс-лайнера «Трансильванія» (14 348 тонн), який використовувався британським Адміралтейством під час війни як військовий транспорт. Вранці 4 травня 1917 року «Трансільванія», яка здійснювала перехід з Марселя в Олександрію під охороною двох японських есмінців, була торпедована SM U-63. Перша торпеда потрапила в середину судна, а через десять хвилин Шульце добив його другою торпедою. Затоплення лайнера супроводжувалося великою кількістю жертв — «Трансильванія» була переповнена людьми. У той день на її борту, крім екіпажу, знаходилося 2860 солдатів, 200 офіцерів і 60 осіб медичного персоналу. Наступного дня італійський берег засіяли тіла загиблих — торпеди SM U-63 стали причиною смерті 412 осіб.
З 12 грудня 1917 року — 1-й офіцер Адмірал-штабу командувача підводними човнами в Середземному морі. З 20 січня 1918 року — командир 1-ї флотилії підводних човнів, яка базувалася на австро-угорській базу Пола, поєднуючи цю посаду з роботою в штабі командувача всіма підводними силами на Середземномор'ї.
Перемоги і успіхи Отто Шультце в роки Першої світової війни полягають в затопленні 1-го військового корабля водотоннажністю 5 250 тонн і 53 транспортних суден сумарною водотоннажністю 132 567 брт, пошкодженні 2-х військових кораблів водотоннажністю 2 540 тонн і 7 судів сумарною водотоннажністю 28 753 бРТ.

### Кар'єра в міжвоєнний час
Після демобілізації армії залишений на флоті. З 8 листопада 1918 року — 1-й офіцер штабу 4-ї розвідувальної групи, потім служив в штабах, 6 квітня 1921 року очолив штаб морських сил на Балтиці. З 3 жовтня 1921 року — начальник командного відділу «Остзее», з 28 лютого 1922 року — начальник 1-го відділу кадрованій дивізії «Остзее». 13 квітня 1923 відряджений в штаб військово-морської станції «Остзее». 3 червня 1923 року знову призначений 1-м офіцером штабу цієї станції. З 29 вересня 1924 — командир 3-го батальйону берегової оборони. З 1 жовтня 1926 року — начальник 1-го морського артилерійського відділу.
3 вересня 1927 Отто Шульце призначений командиром лінійного корабля Elsass. Під його командуванням Elsass зробив ряд іноземних походів: в липні 1928 роки завітав у порти Ульвік і Берген в Норвегії, а в вересні — в Скаген в Данії.
Зима 1928—1929 років виявилася особливо холодною, тому Elsass і ще один колишній броненосець Schleswig-Holstein були введені в експлуатацію в якості криголамів. Ці два корабля допомогли звільнити від важкого льоду 65 торгових суден. У тому 1929 року Elsass також виконав проходи в льоду від порту Гедсер в Данії. У 1929 році Отто Шультц на Elsass зробив ще один дальній похід через Атлантику до берегів Іспанії, з заходами в ряд портів.
З 28 вересня 1929 по 26 лютого 1930 року — комендант Кіля, начальник порту і морський комісар каналу імператора Вільгельма. 1 квітня 1930 року призначений інспектором військово-морських навчальних закладів, але вже 1 жовтня переведений в торпедну та мінну інспекцію, де займався питаннями розробки нового озброєння.
2 жовтня 1933 призначений начальником військово-морської станції «Нордзее». 4 жовтня 1937 знятий з посади і призначений в розпорядження головнокомандувача ВМФ. 3 серпня 1939 року знову зайняв той же пост начальника військово-морської станції «Нордзее».

### У роки Другої світової війни
29 листопада 1939 року зарахований в резерв. 1 березня 1941 призначений командувачем адміралом у Франції в підпорядкуванні командувача сил на Заході. 16 серпня 1942 знятий з поста з призначенням для особливих доручень при головнокомандувачі ВМФ. 30 вересня 1942 Отто Шульце був звільнений у відставку.
22 січня 1966 року Отто Шульце помер у місті Гамбург. Похований в передмісті Гамбурга на кладовищі Бланкенезе на ділянці C в могилі № 467. Надгробок не зберігся.

## Особистісні характеристики за спогадами сучасників
Отто Шульце під час служби на флоті отримав прізвисько «Ніс» (Nase) через свій великий і виразний ніс.

## Сім'я
У 1909 році одружився з Магдою Рабен. Магда народили 6 дітей — 3 дівчаток і 3 хлопчиків. З дочок Отто і Магди 2-х річний вік змогла пережити тільки молодша Розмарі, яка народилася в 1919 році. Її сестри Едіт і Рената померли ще в дитинстві. Сини Шульце досягли свого повноліття і продовжили сімейну традицію, вступивши на службу в ВМФ і ставши підводниками. Всі сини підводного аса Першої Світової Отто Шульце «успадкували» від тата прізвисько «Ніс».
- Вольфганг Шульце, найстарший з трьох братів, командир підводного крейсера U-512, загинув в першому ж бойовому поході в 1942 році. Вольфганг після отримання звання лейтенанта в 1934 році служив на березі і надводних кораблях — перед тим, як потрапити на підводний флот в квітні 1940 року, він два роки був офіцером лінійного корабля Gneisenau. Після восьми місяців навчання і практики старший з братів Шульце був призначений командиром навчального човна U-17, яким і командував 10 місяців, після чого отримав ту ж посаду на U-512. Виходячи з того, що Вольфганг Шульце практично не володів бойовим досвідом і зневажав обережність, його загибель в першому ж поході цілком закономірна.
- Гайнц-Отто Шульце — середній брат, став підводним асом і був нагороджений за свої успіхи Лицарським хрестом Залізного хреста. Народився 13 вересня 1915 року в Кілі. 26 вересня 1934 року вступив на флот кадетом. 1 квітня 1937 отримав звання лейтенанта, а в травні 1937 року переведений в підводний флот. Служив вахтовим офіцером на підводному човні U-31, потім командував навчальними підводними човнами U-4 (8 червня — 28 липня 1940) і U-141 (21 серпня 1940 — 30 березня 1941). 26 квітня 1941 року призначений командиром підводного човна U-432, на якому здійснив 7 походів (провівши в морі в цілому 270 днів), в основному в Північну Атлантику і до Східного узбережжя США. 9 липня 1942 року нагороджений Лицарським хрестом Залізного хреста. 15 січня 1943 року здав командування човном, 11 березня призначений командиром підводного човна U-849 (Тип IXD2). Вивів човен в 1-й похід, який тривав 55 днів. 25 листопада 1943 року він був потоплений американською авіацією на захід від Конго в Південній Атлантиці. Весь екіпаж (63 особи) загинув. Всього за час військових дій потопив 19 кораблів загальною водотоннажністю 64 669 брт і пошкодив 2 кораблі водотоннажністю 15 666 брт. Серед підводників заслужив своє персональне прізвисько «Маска» (Maske).
- Рудольф Шульце, як молодший брат, прийшов на флот останнім. У бойових діях, як командир човна участі не брав, будучи командиром навчального човна U-61. В кінці 1944 року Рудольф був призначений командиром на нового U-2540, яким командував до кінця війни. Даний човен став кораблем-музеєм в Німеччині і тепер називається «Вільгельм Бауер» (Y 880 Wilhelm Bauer). Рудольф Шульце помер у 2000 році у віці 78 років.

## Нагороди
Військова кар'єра
- 7 квітня 1900 — фанен-юнкер ВМС
- 19 квітня 1901 — фенрих ВМС
- 27 вересня 1903 — лейтенант-цур-зее
- 21 березня 1905 — обер-лейтенант-цур-зее
- 22 березня 1910 — капітан-лейтенант
- 28 квітня 1918 — корветтен-капітан
- 1 квітня 1925 — фрегаттен-капітан
- 1 січня 1928 — капітан-цур-зее
- 1 квітня 1931 — контр-адмірал
- 1 жовтня 1934 — віце-адмірал
- 1 жовтня 1936 — адмірал
- 31 серпня 1942 — генерал-адмірал

- Залізний хрест 2-го і 1-го класу
- Орден Заслуг герцога Петра-Фрідріха-Людвіга, почесний лицарський хрест 2-го класу з срібною короною і мечами
- Військовий хрест Фрідріха-Августа (Ольденбург) 2-го (із застібкою «Перед ворогом» і 1-го класу
- Срібна медаль «Ліякат» з шаблями (Османська імперія)
- Галліполійська зірка (Османська імперія)
- Хрест «За військові заслуги» (Австро-Угорщина) 3-го класу з військовою відзнакою
- Королівський орден дому Гогенцоллернів, лицарський хрест з мечами (23 червня 1917)
- Pour le Mérite (18 березня 1918)
- Орден Залізної Корони 3-го класу з військовою відзнакою (Австро-Угорщина; 29 квітня 1918)
- Нагрудний знак підводника (1918)
- Хрест «За вислугу років» (Пруссія) (25 років)
- Почесний хрест ветерана війни з мечами
- Медаль «За вислугу років у Вермахті» 4-го, 3-го, 2-го і 1-го класу (25 років; 2 жовтня 1936) — отримав 4 нагороди одночасно.
- Коронаційна медаль Короля Георга VI (Британська імперія; 1937)
- Застібка до Залізного хреста 2-го і 1-го класу
- Хрест Воєнних заслуг 2-го і 1-го класу з мечами
- Німецький хрест в сріблі (31 серпня 1942)